# Wojciech Strzyżewski
Wojciech Strzyżewski (ur. 1960 w Zielonej Górze) – polski historyk, specjalizujący się w heraldyce i sfragistyce oraz dziejach wczesnonowożytnych XVI-XVIII wieku; nauczyciel akademicki związany z zielonogórskimi uczelniami. Rektor Uniwersytetu Zielonogórskiego w kadencji 2020–2024 oraz 2024-2028.

## Życiorys
Urodził się w 1960 roku Zielonej Górze, gdzie ukończył Szkołę Podstawową nr 13 oraz VII Liceum Ogólnokształcące. Po pomyślnie zdanym egzaminie maturalnym w 1980 roku podjął studia na Wyższej Szkole Pedagogicznej im. Tadeusza Kotarbińskiego w Zielonej Górze (od 2001 roku Uniwersytet Zielonogórski), które ukończył w 1985 roku dyplomem magistra.
Bezpośrednio po ukończeniu studiów podjął pracę w miejscowym Archiwum Państwowym, a następnie na swojej macierzystej uczelni, jednocześnie kontynuując studia doktoranckie. W 1990 roku uzyskał stopień naukowy doktora nauk humanistycznych w zakresie historii na podstawie pracy pt. Geneza i symbolika herbów miejskich środowiska Nadodrza (XIV–XIX), napisanej pod kierunkiem prof. Kazimierza Bartkiewicza. W 1999 roku Rada Wydziału Historycznego Uniwersytetu im. Adama Mickiewicza w Poznaniu nadała mu stopień naukowy doktora habilitowanego nauk humanistycznych w zakresie historii na podstawie rozprawy Treści symboliczne herbów miejskich na Śląsku, Ziemi Lubuskiej i Pomorzu Zachodnim do końca XVIII wieku oraz pomyślnie zdanego kolokwium habilitacyjnego. Na uczelni rozpoczynał pracę od stanowiska asystenta, a następnie kolejno zostawał adiunktem (1990), profesorem nadzwyczajnym (2000) i profesorem zwyczajnym w 2010 roku. W tym samym roku prezydent Bronisław Komorowski nadał mu tytuł profesora nauk humanistycznych w uznaniu jego zasług. Wypromował siedmiu doktorów.
Na zielonogórskiej uczelni sprawował szereg ważnych stanowisk organizacyjnych. W latach 2000–2002 był zastępcą dyrektora Instytutu Historii UZ, a następnie od 2002 do 2005 roku dyrektorem tej jednostki. Ponadto od 2000 roku jest tam kierownikiem Zakładu Historii Polski i Powszechnej XVI–XVIII wieku oraz Pracowni Heraldycznej. W latach 2005–2012 pełnił funkcję dziekana Wydziału Humanistycznego UZ. W 2012 i 2016 roku został wybrany na prorektora do spraw studenckich. 10 czerwca 2020 wybrany rektorem UZ w kadencji 2020–2024.
Poza uczelnią jest aktywnym członkiem Polskiego Towarzystwa Historycznego, Lubuskiego Towarzystwa Naukowego oraz Polskiego Towarzystwa Heraldycznego oraz kolegiów redakcyjnych regionalnych czasopism i towarzystw naukowych.

## Dorobek naukowy
Jego zainteresowania dziejami wczesnonowożytnymi związane są głównie z historią regionalną ze szczególnym uwzględnieniem historii miast. Jest autorem, redaktorem licznych monografii historycznych miast w tym m.in.: Świebodzina, Bytomia Odrzańskiego, Nowego Miasteczka, Sławy, Międzyrzecza. Ważny obszar badawczy stanowi również dla niego historia rodzin szlacheckich na Śląsku. W zakresie badań heraldycznych jest on autorem licznych publikacji dotyczących herbów miejskich, szlacheckich i kościelnych. Jest także twórcą ponad 20 herbów dla samorządów, np. herbu i flagi województwa lubuskiego, herbów powiatów i gmin. Wielokrotnie występował jako ekspert w sprawach dotyczących poprawności znaków firmowych.
Autor i współautor ponad 100 publikacji naukowych, w tym pięciu monografii i dwunastu redakcji prac zbiorowych. Główny obszar zainteresowań badawczych dotyczy dziejów nowożytnych pieczęci szlacheckich, cechowych, miejskich i różnych instytucji od XVI wieku do dziś.
Do ważniejszych jego publikacji należą:
- Herby miejscowości województwa zielonogórskiego, Zielona Góra 1989.
- Geneza i symbolika herbów miejskich Środkowego Nadodrza, Zielona Góra 1993.
- Treści symboliczne herbów miejskich na Śląsku, Ziemi Lubuskiej i Pomorzu Zachodnim do końca XVIII wieku, Zielona Góra 1999.[13]
- Herby i tytuły. Pieczęć szlachecka w księstwie głogowskim (XVI – XVIII wieku), Warszawa 2009.